# Oosterse karmozijnbes
De oosterse karmozijnbes (Phytolacca esculenta) is een overblijvende plant die behoort tot de karmozijnbesfamilie (Phytolaccaceae). Het is een plant van voedselrijke, vochtige grond. De plant komt van nature voor in Oost-Azië en China en is in Europa ingevoerd en verwilderd.
De plant wordt 1-2 m hoog en vormt een dikke hoofdwortel. De stengels zijn roodachtig en de gaafrandige bladeren elliptisch met een stompe tot spitse of kort toegespitste top.
De oosterse karmozijnbes bloeit in juli en augustus met witachtige bloemen. De vruchtdragende trossen gaan, in tegenstelling tot die bij de westerse karmozijnbes (Phytolacca americana), later niet overhangen. De acht vruchtbeginsels zijn niet met elkaar vergroeid, in tegenstelling tot die van de westerse karmozijnbes. De zwartpurperen vrucht is besachtig. De bessen werden vroeger gebruikt om de roserode verfstof karmozijn te maken. De zaden, de onrijpe bessen en de wortels zijn giftig.

## Toepassingen
De oosterse karmozijnbes wordt in Oost-Azië om de eetbare scheuten geteeld. De plant wordt in Europese landen als sierplant beschouwd.

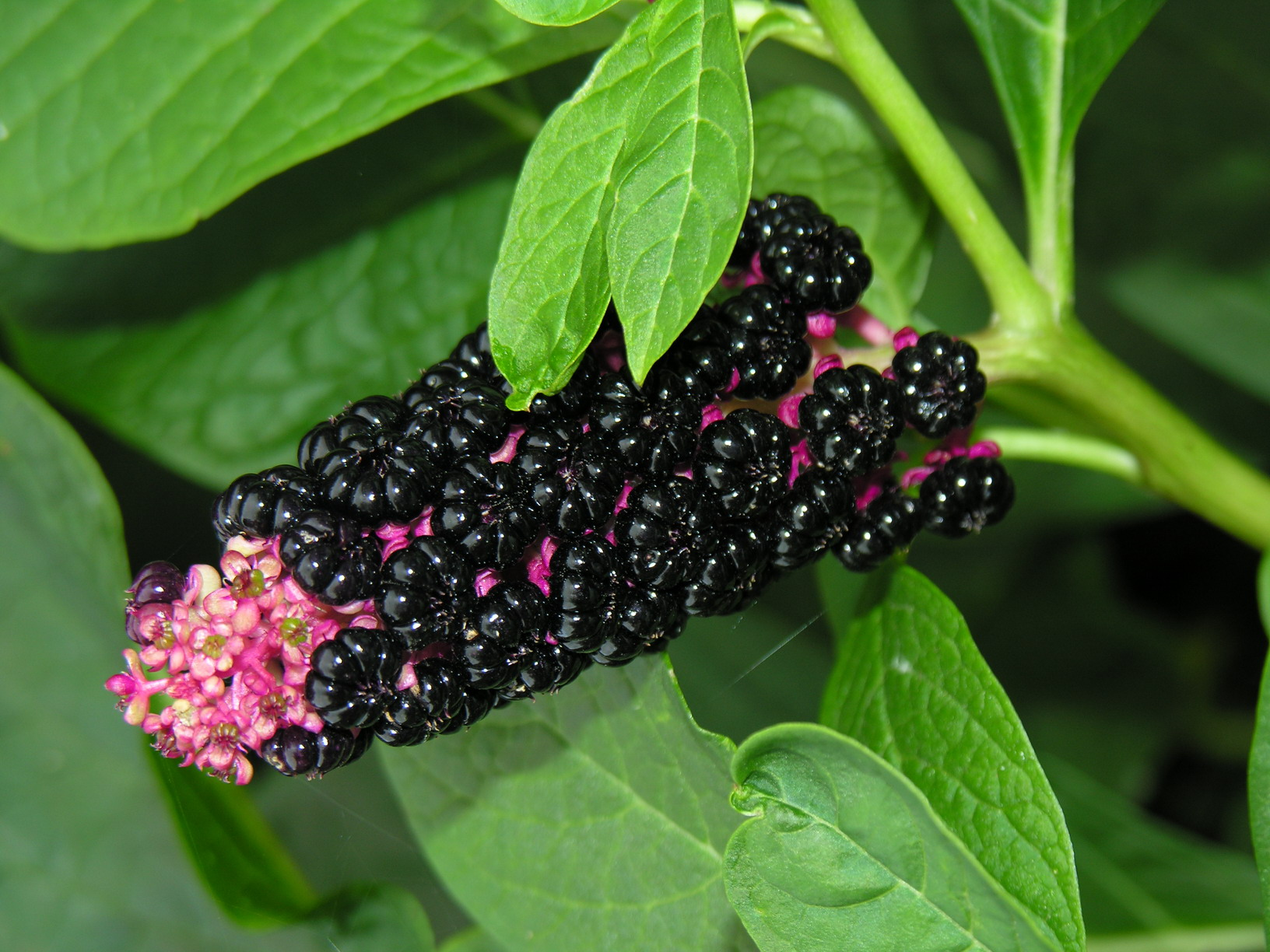
Bloemen en bessen